# Cousinia kermanshahensis
Cousinia kermanshahensis là một loài thực vật có hoa trong họ Cúc. Loài này được Attar, Ghahr. & Assadi mô tả khoa học đầu tiên năm 2001.